# FemArc – Netzwerk archäologisch arbeitender Frauen
FemArc – Netzwerk archäologisch arbeitender Frauen e. V. ist eine Organisation von Frauen, die an feministischer Archäologie, archäologischer Geschlechterforschung, Gender Studies oder Frauenforschung interessiert sind, unabhängig von ihrer Ausbildung. Seit 2004 ist das Netzwerk ein eingetragener Verein. Er hat seinen Sitz in Hannover und eine Geschäftsstelle in Herxheim.

## Ziele
Das Netzwerk verfolgt zwei Ziele: Zum einen die Etablierung von Geschlechterthemen und feministischen Ansätzen in den verschiedenen archäologischen Disziplinen; zum anderen die Unterstützung von Frauen bei ihren archäologischen Karrieren.

## Gründung
Inspiriert von den Studentenprotesten Ende der 1980er Jahre, begannen Studentinnen der archäologischen Fächer, vor allem der Ur- und Frühgeschichte, sich in Geschlechterthemen in der Archäologie einzuarbeiten. An mehreren Universitäten bildeten sich Arbeitsgruppen, um die entsprechenden Texte benachbarter Fächer und aus anderen Ländern zu rezipieren. 1991 organisierten Studentinnen der Ur- und Frühgeschichte das Symposium „Feminismus und Archäologie“ in Tübingen. Daraus entstand einige Monate später das Netzwerk archäologisch arbeitender Frauen. Dieses war noch ein informeller Zusammenschluss.

## Struktur
Den Vorstand bilden zurzeit Sonja Grimm, Susanne Moraw, Ulrike Rambuscheck, Clara Schaller und Katja Winger (Stand: März 2025). Das Netzwerk gab bis 2017 bis zu viermal im Jahr einen Rundbrief heraus. Dort wurden kurze Beiträge zu Projekten, Ausstellungen und Publikationen sowie Informationen zu archäologischen Tagungen und Literaturlisten veröffentlicht.
Seit 2018 dienen eine Webseite mit Blog und eine Mailingliste der Weitergabe von Informationen zu den Themen rund um archäologischer Geschlechterforschung und feministischer Archäologie. Eine Vortragsbörse auf der Webseite vermittelt Vorträge, Seminare und Workshops zu archäologischen Themen aus der Geschlechterperspektive, die direkt bei den Referentinnen gebucht werden können.
Einmal jährlich findet die Mitgliederversammlung (Mitfrauenversammlung) statt. Andere Veranstaltungen wie Tagungen oder gemeinsame Museumsbesuche unterliegen keinem festen Rhythmus.

## Die FemArcEdition
Die Tagungen des Netzwerks wurden von Anfang an publiziert: zunächst im Selbstverlag, dann in der wissenschaftlichen Reihe Frauen – Forschung – Archäologie. Im Jahr 2000 gaben sich diejenigen Netzwerk-Frauen, die speziell mit der Herausgabe von Büchern befasst waren, den Namen und institutionellen Rahmen der FemArcEdition. Dieser gehören maximal 10 Herausgeberinnen an. Derzeit sind das Jana Esther Fries, Michaela Helmbrecht, Melanie Janßen-Kim, Julia K. Koch, Jutta Leskovar, Kerstin Kowarik, Susanne Moraw, Ulrike Rambuscheck, Grietje Suhr und Katja Winger (Stand: März 2024).

## Kooperation mit Archaeology and Gender in Europe (AGE)
AGE ist eine europäische Arbeitsgruppe in der Archäologie, angesiedelt bei der European Association of Archaeologists (EAA). Bei deren Jahreskonferenz bieten Mitglieder von AGE mindestens eine thematisch passende Sektion an. AGE steht in seinem Selbstverständnis und seinen Zielen FemArc relativ nahe. Auch hier geht es um die Weiterentwicklung von Gender Studies und feministischer Forschung in den Altertumswissenschaften sowie deren Etablierung im wissenschaftlichen Mainstream; und um die Forderung nach Geschlechtergerechtigkeit in den wissenschaftlichen Institutionen. Anders als FemArc steht AGE Frauen und Männern offen.

## Projekte
Projekte des Netzwerks sind vor allem die in regelmäßigen Abständen stattfindenden Tagungen. Die AG Geschlechterforschung tagt alle 2 Jahre im Rahmen der Jahrestagungen der Deutschen Altertumsverbände. Andere Tagungen fanden statt in Kooperation mit der Humboldt-Universität zu Berlin, dem Deutschen Archäologischen Institut Berlin und den Städtischen Museen Heilbronn.